# The Malay Archipelago

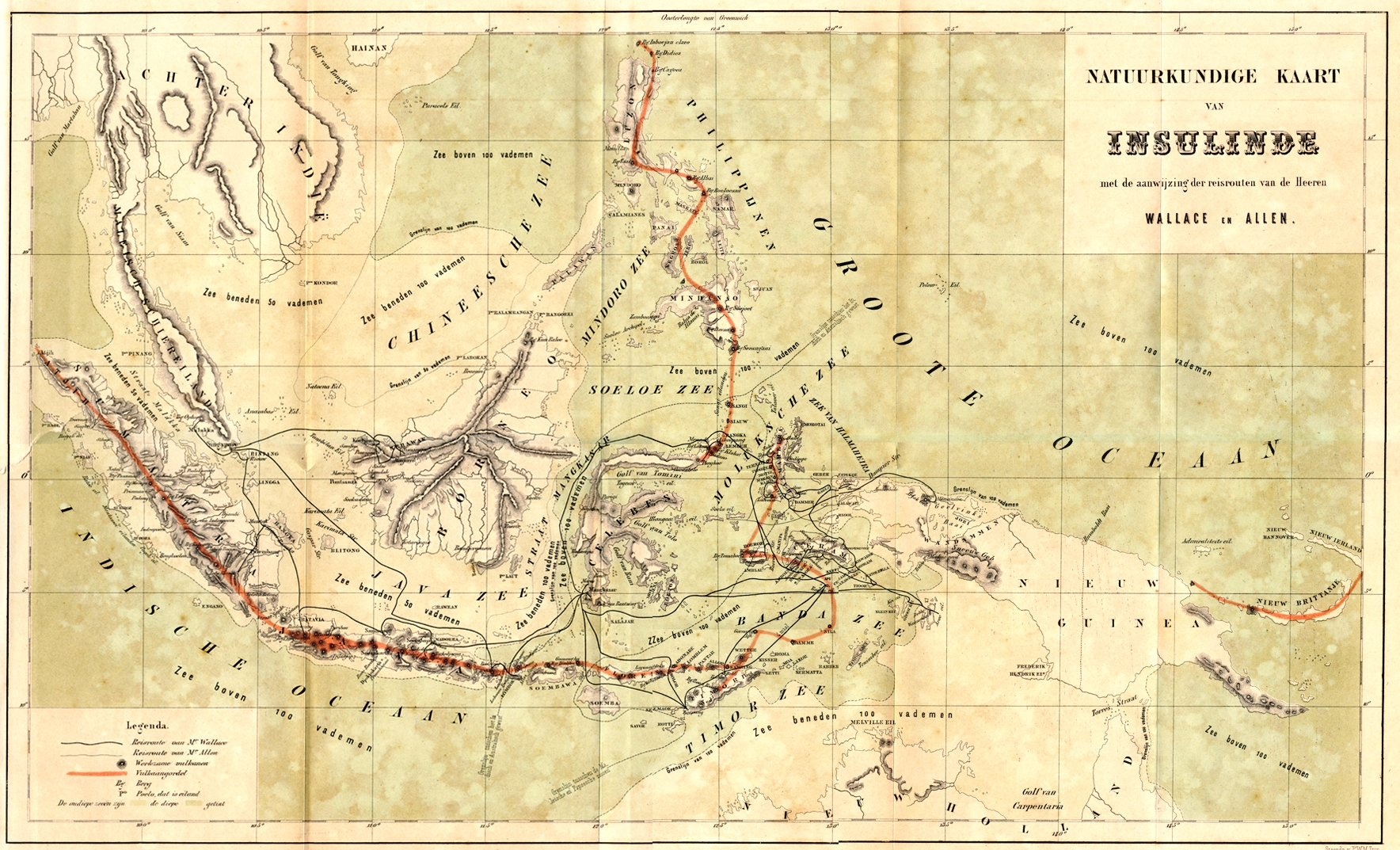
Carte de The Malay Archipelago montrant la géographie physique de l'Insulinde (les lignes rouges représentent les chaînes de volcans) et les voyages d'Alfred Russel Wallace (lignes noires)

The Malay Archipelago est un livre du naturaliste britannique Alfred Russel Wallace (1823-1913), codécouvreur avec Charles Darwin (1809-1882) de la théorie de l’évolution par la sélection naturelle, qui retrace huit années d'exploration en Insulinde (Malaisie, Singapour, Indonésie, et Nouvelle-Guinée) entre 1854 et 1862. Le titre complet du livre est The Malay Archipelago: The land of the orang-utan, and the bird of paradise. A narrative of travel, with sketches of man and nature (« L'Archipel malais : le pays de l'orang-outang, et des oiseaux de paradis. Une narration du voyage, avec des esquisses de l'homme et de la nature »). Il y est décrit ce qui deviendra la ligne Wallace.

## Éditions
La première publication a lieu en 1869, en deux volumes. 
Une seconde édition paraît la même année 1869, elle aussi en deux volumes, et une édition en un seul volume est publiée à New York. Suivent de nombreuses rééditions, en un seul volume (dont la quatrième en 1872, la sixième en 1877, la dixième en 1890).
Wallace prélude cette publication avec 18 articles et la complète par d'autres articles, dont « On the Varieties of Man in the Malay Archipelago » en 1864 (publié en 1865).

## Traductions françaises
L'ouvrage a été traduit en français une première fois en 1880 sous une forme nettement abrégée par Hippolyte Vattemare (1819-1882) sous le titre La Malaisie : récits de voyages et études de l'homme et de la nature dans la collection Bibliothèque des écoles et des familles, chez Hachette. Ce résumé est consultable sur Gallica.
La première traduction complète, réalisée par Manu Causse, éditée et annotée par Laurence Talairach et Christophe Thébaud, et illustrée par le photographe américain Tim Laman, est parue en novembre 2022 sous le titre "L'Archipel malais, berceau de l'orang-outan et de l'oiseau de paradis - récit de voyage avec des études de l'homme et de la nature" aux éditions Plume de Carotte (Toulouse).